# Charles Lachaud

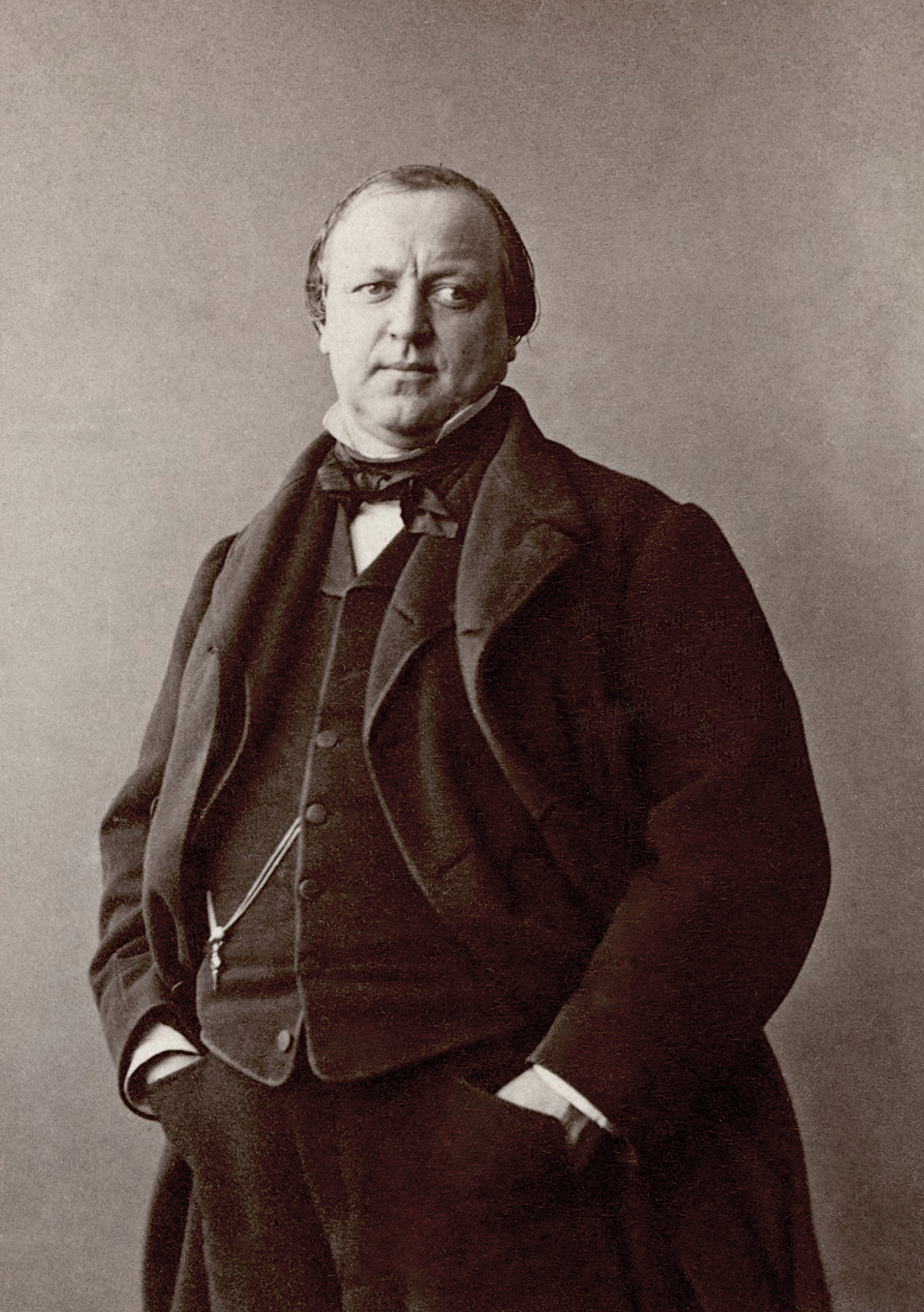
Charles Lachaud.

Charles Alexandre Lachaud, född den 25 februari 1818 i Treignac, Corrèze, död den 9 december 1882 i Paris, var en fransk advokat.
Lachaud skapade sig ryktbarhet genom sitt talangfulla uppträdande i flera uppseendeväckande brottmålsprocesser under andra kejsardömet och förde efter dess fall bland annat marskalk Bazaines talan 1873.